# RML Group
RML Group (Ray Mallock Ltd.) – brytyjskie przedsiębiorstwo i zespół wyścigowy założone w 1984 roku przez byłego kierowcę wyścigowego Raya Mallocka. Siedziba firmy znajduje się we Wellingborough w hrabstwie Northamptonshire.

## Historia

### Samochody sportowe
W 1983 roku Ray Mallock rozpoczął starty w World Sportscar Championship w zespole Viscount Downe Racing, jednak już rok później kontynuował starty we własnej ekipie współpracującej z zespołem Ecurie Ecosse (mistrzowskie tytuły w latach 1985-1987 w klasie C2). W 2000 roku zespół rozpoczął starty w European Le Mans Series w klasie GT1, zaś w sezonie 2001 w Spanish GT Championship. Już w sezonie 2001 European Le Mans Series McKellar i Lambert zdobyli mistrzowski tytuł korzystając z samochodu GTS produkcji RML Group. Kolejne tytuły w tej serii święcili Newton i Erdos w klasie LMP2 w latach 2007, 2010. Zespół wystawiał także własne samochody w 24- godzinnym wyścigu Le Mans oraz w serii Le Mans Endurance Series zarówno w klasie GT, jak i LMP. W 2004 roku ekipa dołączyła do stawki FIA GT Championship, jednak nie odniosła tam żadnych znaczących sukcesów.

### Samochody turystyczne
Od 1992 roku zespół widnieje w stawce British Touring Car Championship. Do 1996 roku zespół korzystał z samochodów zbudowanych przez Vauxhall. W 1995 roku ekipa świętowała pierwszy mistrzowski tytuł. Kolejne tytuły zostały zdobyte w latach 1998-1999, ale już z Nissanem. Na kolejny sukces w tej serii zespół musiał czekać do 2010 roku, kiedy to Jason Plato był najlepszy wśród kierowców, a RML Group znacznie przyczynił się do tytułu Chevroleta wśród producentów.
W latach 2005–2012 zespół obsługiwał fabryczną ekipą Chevroleta w World Touring Car Championship. Początkowo korzystano z samochodu Chevrolet Lacetti, jednak dopiero wprowadzony w 2009 roku Chevrolet Cruze przyniósł Chevroletowi oraz ekipie RML tytuły mistrzowskie. W latach 2010-2011 najlepszy był Yvan Muller, a w sezonie 2012 Robert Huff. W 2013 roku ekipa działała niezależnie, gdyż Chevrolet zdecydował się wycofać z mistrzostw. Jednakże i tu zespół osiągnął sukces, gdyż Yvan Muller był najlepszy wśród kierowców, a zespół zdobył tytuł w klasyfikacji zespołów niezależnych. Na sezon 2014 RML zbudował nowy Chevrolet Cruze, jednak ostatecznie ekipa nie znalazła się w stawce, a z samochodu korzystał ROAL Motorsport.

### Rajdy
Zespół RML pojawiał się w niektórych rajdach zaliczanych od Rajdowych Mistrzostw Świata oraz narodowych mistrzostwach rajdowych w latach 1998-2000, 2002-2003. W 1999 roku RML Opel Astra F2 zdobył tytuły w Niemczech, Norwegii i Szwecji. W 2003 roku Opel Corsa Super 1600, będący również konstrukcją RML był najlepszy w British Junior Rally Championships.

### Formuła 1
Ray Mallock Ltd. zgłosił swój akces w wyborach dodatkowych zespołów startujących w Formule 1 od 2010 roku, jednak ostatecznie zrezygnowano z tego pomysłu ze względu na regulacje, związane z budżetem na sezon 2010.